# Xiaomi Automobile

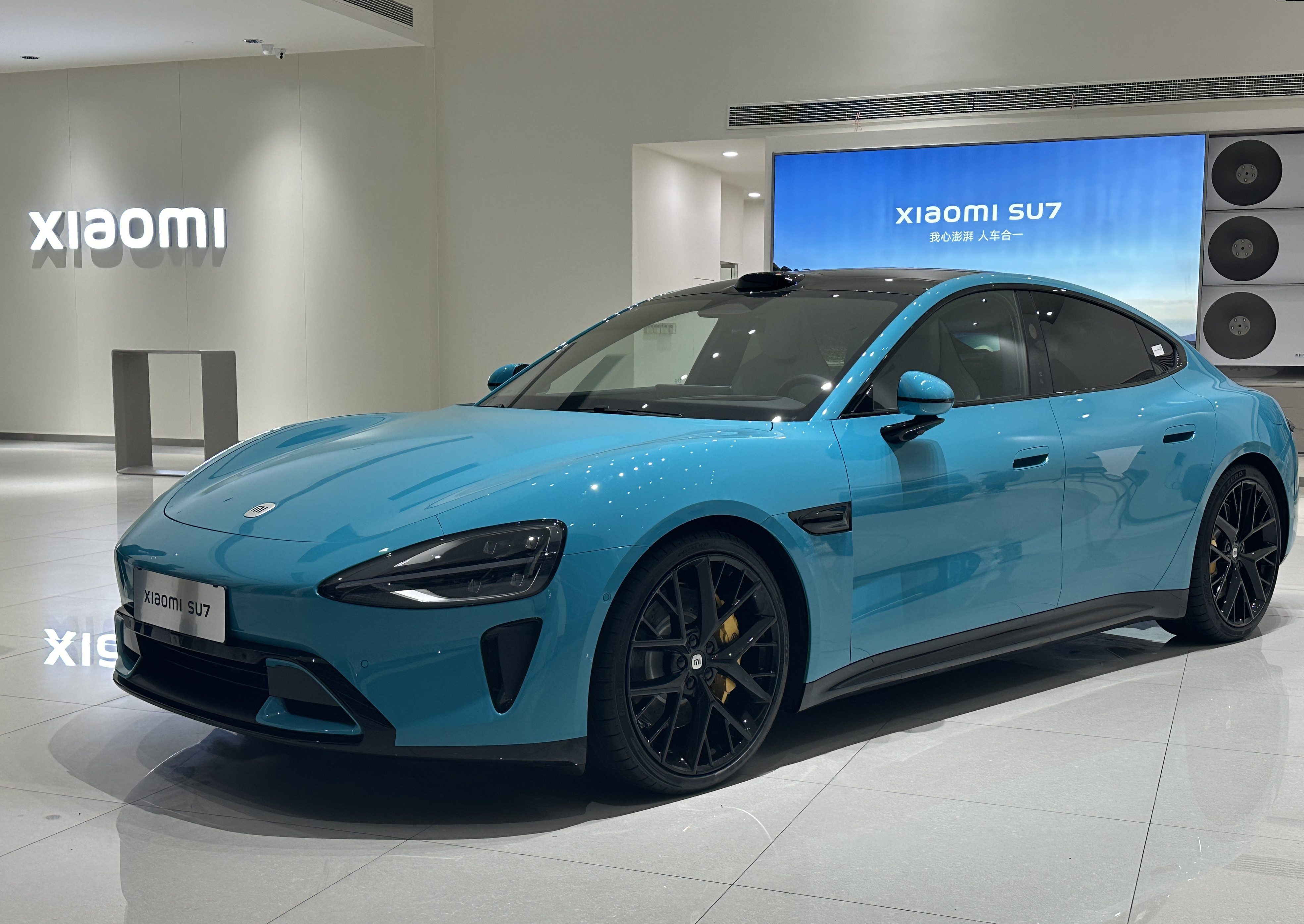
Xiaomi SU7 (2023)

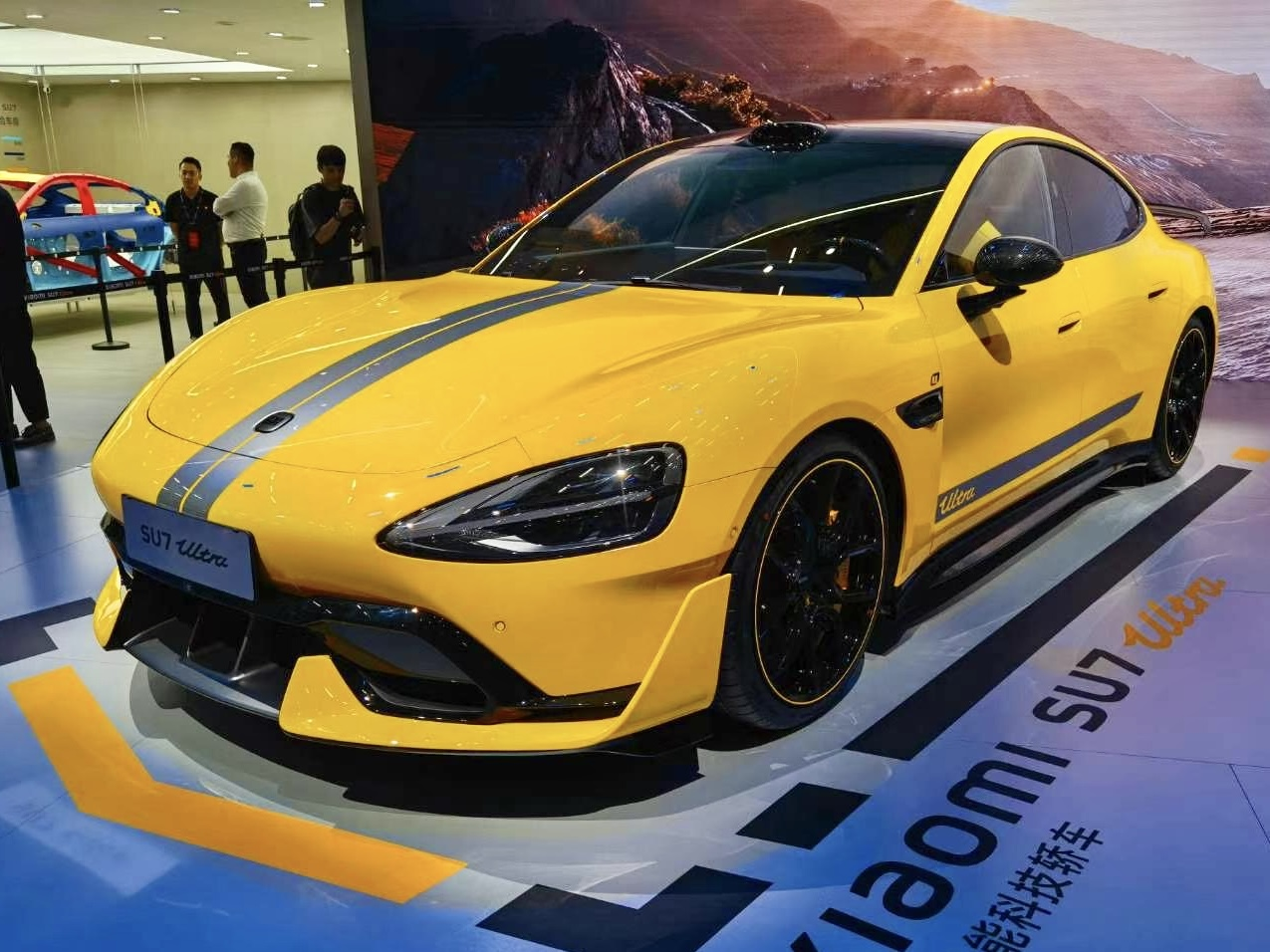
Xiaomi SU7 Ultra (2024)

Xiaomi Automobile (chiń. upr. 小米汽车) – chiński producent elektrycznych samochodów, z siedzibą w Pekinie, działający od 2021 roku. Należy do chińskiego koncernu technologicznego Xiaomi.

## Historia
W marcu 2021 chiński koncern technologiczny Xiaomi zapoczątkował działania mające pozwolić mu wejście do branży motoryzacyjnej i rozpoczęcie produkcji samochodów własnej marki, co przypieczętowało utworzenie we wrześniu tego samego roku przedsiębiorstwa Xiaomi Automobile. 500-osobowy zespół rozpoczął prace badawczo-rozwojowe w siedzibie w Pekinie, podejmując się poszukiwań partnera technologicznego wśród rodzimych, chińskich koncernów motoryzacyjnych jak Great Wall Motors czy SAIC Motor. W celu wdrożenia do produkcji samochodu Xiaomi, macierzysta firma zainwestowała 10 miliardów juanów.
Projekt pierwszego samochodu marki Xiaomi rozwijany był pod kryptonimem MS11, swoje pierwsze detale ujawniając w styczniu 2023 w ramach wycieku zdjęć monitora, na których znalazły się grafiki z planowanym pojazdem. W sierpniu tego samego roku Xiaomi Automobile uzyskało zgodę na produkcję samochodów elektrycznych od chińskiego rządowego organu regulacyjnego, z kolei w listopadzie pojawiły się pierwsze oficjalne informacje na temat rezultatu prac konstrukcyjnych. Opublikowano pierwsze oficjalne informacje na temat nazwy, specyfikacji technicznej oraz kluczowych cech wyglądu Xiaomi SU7, do którego produkcji zawarto partnerstwo z koncernem BAIC Group. 
Wbrew wcześniejszym planom, produkcja rozpoczęła się nie na początku 2024, lecz grudniu 2023 roku, a sama światowa premiera samochodu odbyła się tuż przed końcem 2023 roku. Jeszcze przed rozpoczęciem dostaw pierwszych egzemplarzy do nabywców, Xiaomi Automobile wprowadziło kosmetyczne zmiany w wyglądzie i specyfikacji w odpowiedzi na uwagi od klientów. Zmniejszono litery z napisem firmy na klapie bagażnika, powiększono alufelgi i dodano opcjonalne wykończenie detali nadwozia włóknem węglowym. Pod koniec marca 2024 opublikowano cennik z 215 900 juanów za podstawowy wariant, uruchamiając dystrubucję w salonach i dostawy do klientów. W ciągu jednej ceny od opublikowania cennika zebrano 50 tysięcy zamówień.
W lipcu 2024 roku Xiaomi Automobile zakończyło kontraktową produkcję z pomocą zewnętrznego koncernu BAIC Motor po tym, jak uzyskało od chińskiego rządu zezwolenie na samodzielną produkcję swoich samochodów.

## Modele samochodów

### Obecnie produkowane
- SU7

### Studyjne
- Xiaomi SU7 Ultra Prototype (2024)